# Vav
Vav (ו) är den sjätte bokstaven i det hebreiska alfabetet. I modern hebreiska uttalas den /v/, men i gammalhebreiska uttalades den (som engelska) /w/, liksom i de flesta andra semitiska språk.
ו har siffervärdet 6.